# Angazidzia insolita
Angazidzia insolita är en tvåvingeart som beskrevs av Loïc Matile 1972. Angazidzia insolita ingår i släktet Angazidzia och familjen platthornsmyggor. Inga underarter finns listade i Catalogue of Life.